# Elmshorn (stacja kolejowa)
Elmshorn (niem.: Bahnhof Elmshorn) – stacja kolejowa w Elmshorn, w regionie Szlezwik-Holsztyn, w Niemczech. Znajduje się na linii Hamburg – Kiel i Marschbahn. Ponadto Elmshorn jest punktem wyjścia linii A3 AKN Eisenbahn, prowadzącej do stacji Ulzburg Süd. Stacja dziennie obsługuje około 15 000 pasażerów, co czyni ją trzecią najbardziej ruchliwą stacją w Szlezwiku-Holsztynie.
Według klasyfikacji Deutsche Bahn ma kategorię 3.

## Linie kolejowe
- Hamburg – Kiel
- Elmshorn – Westerland
- Elmshorn – Bad Oldesloe

## Połączenia
| Linia | Trasa                                                                                     | Przewoźnik       |
| ----- | ----------------------------------------------------------------------------------------- | ---------------- |
| RE 70 | Kiel Hbf – Neumünster – Elmshorn – Hamburg Hbf                                            | Regionalbahn SH  |
| RE 7  | Flensburg – Schleswig – Rendsburg – Neumünster – Elmshorn – Hamburg Hbf                   | Regionalbahn SH  |
| RB 61 | Itzehoe – Elmshorn – Pinneberg – Hamburg Hbf                                              | nordbahn         |
| RB 71 | Wrist / Itzehoe – Elmshorn – Hamburg-Altona                                               | nordbahn         |
| RE 6  | Westerland (Sylt) – Niebüll – Husum – Heide (Holst) – Itzehoe – Elmshorn – Hamburg-Altona | Nord-Ostsee-Bahn |
| A3    | Ulzburg Süd – Barmstedt – Elmshorn                                                        | AKN              |